# Apfelmus
Apfelmus, Apfelbrei oder Apfelkompott ist ein Mus aus Äpfeln.

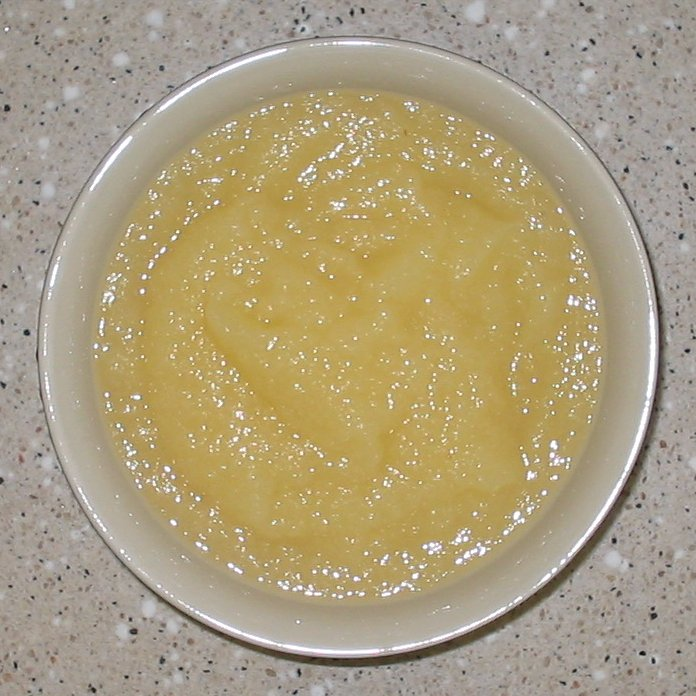
Apfelmus

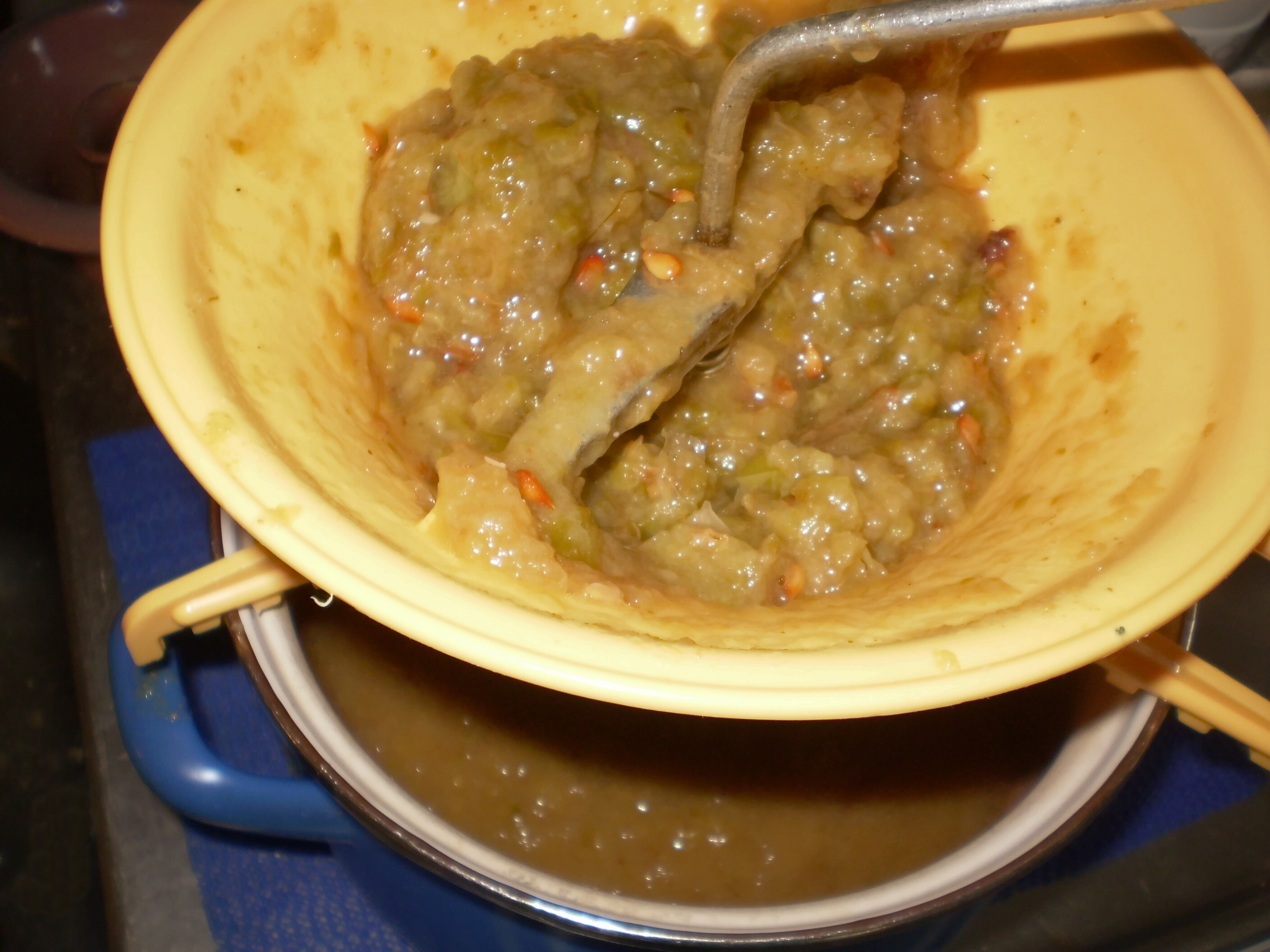
Passieren von gegarten Äpfeln mittels einer Passiermühle (zur Herstellung von Apfelmus)

Zur Herstellung von Apfelmus werden die Äpfel erst vom Kerngehäuse getrennt, evtl. geschält, in kleine Stücke zerschnitten und aufgekocht. Je nach verwendeter Apfelsorte zerfällt das Fruchtfleisch beim Kochen unterschiedlich stark und kann sich von Gelb in Zartrosa oder dunkles Rostrot verfärben, das folgt aus den Oxidationsprodukten der Fruchtsäuren und der Farbe der Schale, sofern sie mitverarbeitet wird. Bevorzugt wird der Schöne aus Boskoop verwendet, der aufgrund seines hohen Säuregehaltes eine natürliche gelbe Färbung besitzt und gleichmäßig zerfällt. Nach dem Aufkochen kann das Apfelmus z. B. mit einer „Flotten Lotte“ (Name in der Schweiz: Passevite) oder einem Pürierstab püriert und mit Zucker und Zimt abgeschmeckt werden. Bisweilen werden die Äpfel auch zusammen mit Rosinen oder anderen Früchten, z. B. Aprikosen, gekocht.
Alternativ können die Äpfel auch im Ganzen gekocht und dann durch ein Sieb oder mithilfe einer Passiermühle passiert werden.
Apfelmus wird als Nachspeise pur oder z. B. zu Milchreis gegessen. Auch als Beilage zu pikanten Gerichten wie Kartoffelpuffer oder auch zum Sauerbraten oder der Weihnachtsgans kann es verwendet werden. In der Schweiz ist es eine beliebte Beilage zu Älplermagronen.

Im deutschen Lebensmittelhandel erhältliches Apfelmus ist normalerweise gesüßt; reines Apfelmus ohne weitere Zusätze (außer Ascorbinsäure als Antioxidationsmittel) wird unter der Bezeichnung Apfelmark gehandelt und ist in der Regel nur als Bio-Produkt erhältlich.
Als Apfelschaum bezeichnet man ein Dessert, bei dem unter das Apfelmus entweder Sahne oder steif geschlagenes Eiklar gehoben werden. Apfelschaum hat damit eine leichtere Konsistenz als reines Apfelmus.
Siehe auch: Kompott